# Sokal-affaire
De Sokal-affaire (of Sokal-hoax) betreft een hoax uit 1996, bedacht door Alan Sokal, hoogleraar in de natuurkunde aan New York University. Sokal stuurde een nepartikel, doorspekt met onzinnige redeneringen en pseudowetenschappelijk jargon, naar het Amerikaanse academische tijdschrift Social Text. Bij wijze van experiment wilde hij testen of een goed geschreven maar compleet onzinnig artikel gepubliceerd zou worden in een postmodern tijdschrift als het goed zou klinken en de redactieleden zou vleien met ideologische maar holle concepten. Het artikel werd inderdaad gepubliceerd en kreeg veel aandacht in de internationale academische wereld. Het bracht een debat op gang over de invloed van ideologie op de wetenschapsbeoefening en de normen voor intellectuele eerlijkheid.

## De hoax
Sokal had zijn artikel voorzien van de klinkende maar nietszeggende titel Transgressing the Boundaries: Towards a Transformative Hermeneutics of Quantum Gravity. Het werd in 1996 gepubliceerd in het lentenummer van Social Text, dat in die tijd geen peer review kende.
Op de dag van de publicatie maakte Sokal in een andere publicatie - Lingua Franca - bekend dat het artikel een hoax was. Hij noemde het "een parodie op links georiënteerd jargon met lichtzinnige referenties, hoogdravende citaten en totale nonsens". Hij had het bovendien gestructureerd rond "de meest dwaze citaten en woordenbrij" die hij kon vinden. Sokal demonstreerde hoe vooral de Franse postmodernisten misbruik maakten van wetenschappelijke terminologie en concepten. De hoax bevatte veel citaten van gerenommeerde denkers.

In navolging van Sokal heeft Maarten Boudry in 2011 eveneens een nepartikel gepubliceerd.

## Intellectueel bedrog
De affaire zinderde jaren later nog na en resulteerde in een boek genaamd Intellectueel bedrog. Postmodernisme, wetenschap en antiwetenschap. Het is de neerslag van een doortastende analyse door Sokal en Jean Bricmont, hoogleraar theoretische fysica aan de universiteit van Louvain-la-Neuve.
Het boek heeft twee thema's. Sokal en Bricmont analyseren citaten van postmoderne filosofen over wiskundige en fysische theorieën. Daarnaast buigen zij zich over de subtielere kwestie van het cognitief relativisme, de theorie die beweert dat de geldigheid of ongeldigheid van een uitspraak afhangt van de context. Zowel Jacques Lacans gebruik van de topologie als Julia Kristeva's interpretatie van de Onvolledigheidsstellingen van Gödel wordt erin doorgeprikt. Andere Franse postmoderne denkers die in het boek onder de loep genomen worden zijn Bruno Latour, Gilles Deleuze, Jean Baudrillard en Luce Irigaray.

### Reacties
Alan Sokal en Jean Bricmont concluderen in Intellectueel bedrog dat deze denkers achter hun imposante jargon naakt zijn. De publicatie bracht eind 1997 in Europa en Amerika een debat op gang. De inzet van het debat was: Is wetenschap alleen maar ideologie? Zijn er normen voor intellectuele eerlijkheid?
De Amerikaanse auteur Noam Chomsky steunde het boek: hij noemde het "zeer belangrijk boek", en voegde eraan toe dat "veel van de zogenaamde linkse kritiek op de wetenschap pure nonsens is". Ook waren er tegenstanders, zoals Julia Kristeva, die reageerde in Le Nouvel Observateur: "Het boek ... was een intellectueel en politiek insignificant boek dat zelf sterk voor desinformatie zorgt".